# Ugo Colonna
Ugo Colonna (o Ugo della Colonna) fou una figura destacada de Còrsega al final del segle VIII i la primera part del segle IX. És discutit si era un senyor romà o un cap local, que va lluitar contra els musulmans que repetidament atacaven l'illa i els hauria expulsat dels seus assentaments després del 816. Tradicionalment se li assigna el títol de comte de Còrsega, com a delegat del Papa.